# Илида
И́лида (греч. Δήμος Ήλιδας) — община (дим) в Греции в северо-западной части полуострова Пелопоннеса на побережье залива Хелонитиса Ионического моря в периферийной единице Элиде в периферии Западной Греции. Население 32 219 жителей по переписи 2011 года. Площадь 400,517 квадратного километра. Плотность 80,44 человека на квадратный километр. Административный центр — Амальяс. Димархом на местных выборах 2014 года избран Христос Христодулопулос (Χρήστος Χριστοδουλόπουλος).
Создана в 2011 году по программе «Калликратис» при слиянии упразднённых общин Амальяс и Пиния.
Община названа в честь древнегреческого полиса Элиды.
Община простирается к югу от реки Пиньос и одноимённого водохранилища с запада на восток. Западная часть, Амальяс находится на равнине Элиды. 16-километровый участок побережья залива Хелонитиса Ионического моря сменяется 85 гектарами леса Марифия. На востоке горная местность поднимается к верховьям Пиньоса в южной части горного хребта Эримантоса до высоты примерно 500 метров над уровнем моря.

## Административное деление
Община (дим) Илида делится на 2 общинные единицы.

Административное деление общины: 1 — Амальяс 2 — Пиния
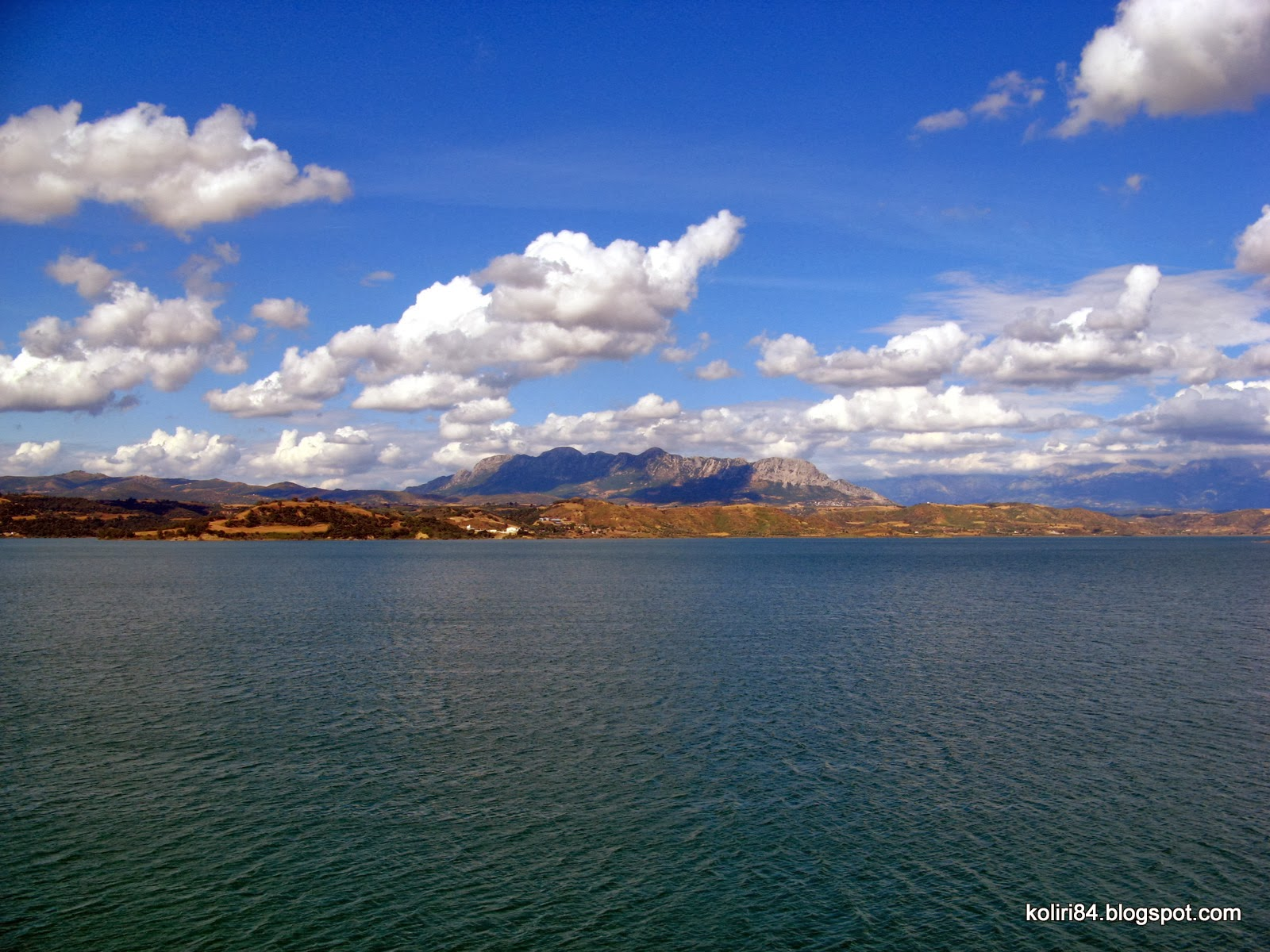
Водохранилище Пиньос
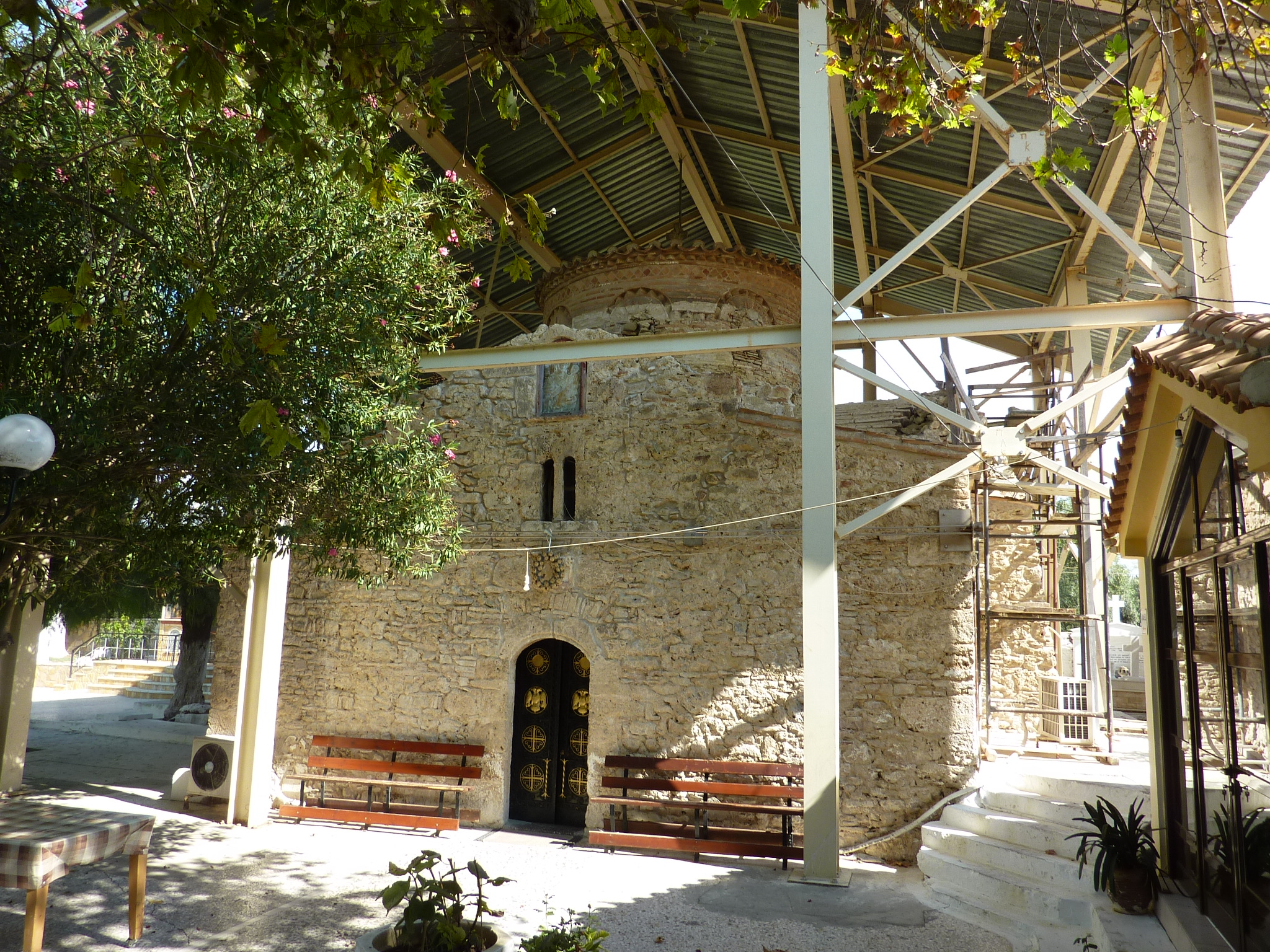
Византийский монастырь Франгавила в Амальясе
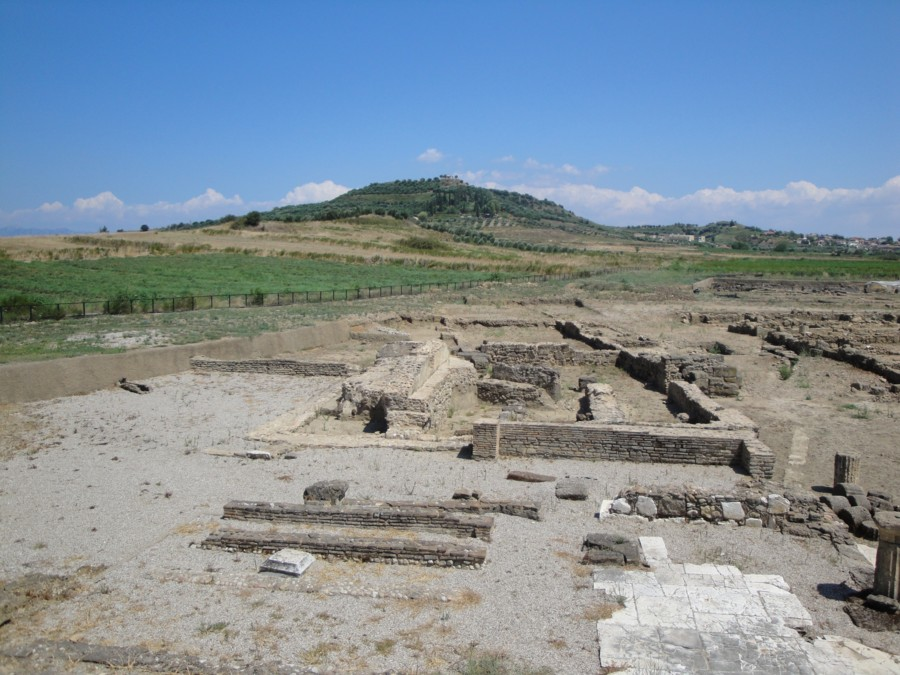
Археологические раскопки древней Элиды